# زابل سی. بویاجیان
زابل سی. بویاجیان (ارمنی: Զապել Թովմասի Պոյաճեան؛ زاده ۱۸۷۳ (۱۸۷۲؟) – درگذشته ۲۶ ژانویهٔ ۱۹۵۷) یک نقاش، نویسنده، و مترجم ارمنی‌تبار که بیشتر مدت عمر خویش را در لندن سپری نمود.

## زندگی‌نامه
زابل سی. بویاجیان در دیابکر، در ولایت دیاربکر امپراتوری عثمانی به دنیا آمد. پدرش توماس بویاجیان معاون کنسول بریتانیا در دیاربکر و خارپرت و مادرش کاترین راجرز فرزند ساموئل راجرز شاعر انگلیسی بود. پس از کشته‌شدن پدرش در جریان کشتار حمیدیه، در سال ۱۸۹۵ زابل به همراه مادرش و برادرش، هنری به لندن نقل مکان نمودند. وی همچنین شروع به نویسندگی نمود و تصویرگری کتاب‌های خویش را انجام داد. وی دوست نزدیک آن رافی، همسر رمان‌نویس ارمنی، رافی بود. بویاجیان به صورت دوره‌ای گزیده‌ای از رمان‌های رافی ترجمه و در نشریه «Ararat» به چاپ می‌رساند. در سال ۱۹۱۶ وی کتابشناسی «Armenian Legends and Poems» گردآوری و ترجمه نمود. در سال ۱۹۴۸ وی شعر حماسی «ابوالعلاء معری» (Abu Lala Mahari) سروده آوتیک ایساهاکیان را به زبان انگلیسی ترجمه و منتشر نمود. بویاجیان مقالاتی دربارهٔ مایکل آرلن، اوریپید، لرد بایرون، ویلیام شکسپیر، رافی، و آوتیک ایساهاکیان را به رشته تحریر درآورد.
به عنوان نقاش بویاجیان، نمایشگاه‌های فردی خویش را در لندن (۱۹۱۰ و ۱۹۱۲), آلمان (۱۹۲۰), مصر (۱۹۲۸), فرانسه، ایتالیا و بلژیک (۵۰–۱۹۴۵) برگزار نمود.
بویاجیان در روز ۲۶ ژانویه ۱۹۵۷ در لندن درگذشت.

## کتاب‌ها
- Armenian Legends and Poems. Trans. Z. C. Boyajian. New York: Columbia University Press, 1st ed. , 1916.
- Gilgamesh: A Dream of the Eternal Quest. London: George W. Jones, 1924.
- In Greece with Pen and Palette. London: J.M. Dent & Sons, 1938.